# Casa Eudora Welty
La casa Eudora Welty es un sitio histórico situado en Jackson, Misisipi.

## Historia
Fue el hogar de la autora Eudora Welty durante casi 80 años. Fue construida por sus padres en 1925. Welty creó el jardín durante varias décadas. La casa fue introducida en el Registro Nacional de Lugares Históricos en 2002, y declarada Monumento Histórico Nacional en 2004. Esto fue parte de la importancia de los autores y de la vida literaria en los Estados Unidos.
La casa fue restaurada por la Fundación Eudora Welty y el Estado de Misisipi. En 2006, la casa y el jardín se abrieron al público como un museo. La renovación de la casa y el jardín es parte de un esfuerzo para celebrar y promover el patrimonio literario de Misisipi, como un medio para desarrollar el turismo en el estado.